# Younes Ali
Younes Ali Rahmati (arab.: يونس علي, ur. 3 stycznia 1983) – katarski piłkarz występujący na pozycji pomocnika, trener.

## Kariera piłkarska
Jest wychowankiem Al Ahli Ad-Dauha. Natomiast od 2007 roku gra w drużynie Al-Rajjan, która występuje w rozgrywkach Q-League.
Ali jest także 10-krotnym reprezentantem Kataru. W drużynie narodowej zadebiutował w 2003 roku. Nie strzelił żadnej bramki. Został również powołany na Puchar Azji 2007, gdzie jego drużyna zajęła ostatnie miejsce w grupie. Nie wystąpił jednak w żadnym spotkaniu na tym turnieju.